# Triumfetta benguetensis
Triumfetta benguetensis är en malvaväxtart som beskrevs av Thomas Archibald Sprague. Triumfetta benguetensis ingår i släktet triumfettor, och familjen malvaväxter. Inga underarter finns listade i Catalogue of Life.